# Trichocentrum sprucei
Trichocentrum sprucei là một loài thực vật có hoa trong họ Lan. Loài này được (Lindl.) M.W.Chase & N.H.Williams mô tả khoa học đầu tiên năm 2001.